# متكيسة رئوية (جنس)
المتكيسة الرئوية (باللاتينية: Pneumocystis) هي جنس ينتمي إلى فصيلة المتكيسة الرئوية والتي رتبة المتكيسة الرئوية، وهذه الرتبة هي الرتبة الوحيدة التي تنتمي إلى طائفة المتكيسة الرئوية من الفطريات الزقية.
من أبرز الفطريات ضمن المتكيسات الرئوية هي المتكيسة الرئوية الجؤجؤية.